# Сметанник (торт)
Сметанник — бисквитный слоёный торт. В отличие от других бисквитных тортов, в тесто для коржей добавляют сметану. Кроме этого, на сметане замешивают крем, которым промазываются коржи. Простота приготовления и доступность продуктов сделали сметанник одним из самых популярных тортов в СССР, России и многих постсоветских странах.

## История
По распространённому мнению, издавна русские женщины в деревнях готовили тесто, используя остатки сметаны. Из этого теста они жарили на сковородке коржи, промазывали их сметаной и складывали друг на друга. Нередко также получившийся «пирог» поливали медом. Такой «десерт» был очень популярным среди крестьян, они называли его «сметанник». Считается, что современный классический сметанник появился, когда русские хозяйки стали готовить бисквитные коржи. При этом, в классической русской кулинарной книге конца ХІХ — начала XX века Елены Молоховец, рецепта торта сметанник нет.
Существует также легенда о том, что к созданию рецепта сметанника причастен российский император Александр II . Однако, она не находит никакого документального обоснования. Таким образом, история возникновения этого популярного торта весьма туманна.

## Приготовление
Процесс приготовления классического сметанника состоит из четырёх этапов: изготовление коржей, изготовление крема, сборка торта, его украшение. Коржи сметанника двух видов — обычные и шоколадные, за счёт чего в разрезе он получается полосатым. Шоколадные коржи готовят, добавляя в одну половину теста порошок какао.
Сметанный крем получается из взбитой сметаны с сахаром, нередко ванильным. Также в крем добавляют ром, лимонную цедру, кусочки сухофруктов и другие ингредиенты по вкусу. Украшается сметанник крошкой от коржей, тёртым шоколадом, орехами, фруктами. Таким образом, вариантов сметанника существует очень много. Важно дать сметаннику хорошо пропитаться, на это уходит 10—12 часов.